# Pont Beauséjour
Pour les articles homonymes, voir Beauséjour.
Le pont Beauséjour est un pont couvert construit de 1930 à 1932 à Sainte-Odile-de-Rimouski. Le pont est présentement situé à Amqui où il franchit la rivière Matapédia dans la vallée de la Matapédia au Bas-Saint-Laurent.

## Structure
Le pont couvert est en treillis de type town construit en bois. Avant le déplacement à Amqui, le pont avait des jets d'eau.

## Couleur
Il est de couleur rouge sang bœuf. Anciennement les lambris d'entrées était entièrement blanc et les lambris rouge.

## Histoire
Le pont construit au début des années 1930 fut fermé à la circulation automobile en 1979. En 1999, le pont fut déplacé dans un champ près de la rivière Brûlé à Sainte-Odile,. À la demande du maire d'Amqui, Gaëtan Ruest, qui a été surnommé « l'ami des ponts couverts », le pont a été déménagé de Sainte-Odile à Amqui afin d'être restauré et mis en valeur. Ce projet s'éleva au coût de 306 000 $. Le déménagement et la restauration furent exécutées par la compagnie Projexco de Luceville de 2003 à 2005. Le 8 février 2005, le pont a été installé à son emplacement actuel à Amqui. Le pont a été ouvert le 26 juin 2005.